# Бологгин ибн Зири
Абу аль-Футух Сейф ад-Даула Юсуф Бологгин ибн Зири ибн Манад ас-Санхаджи (ум. 984) — основатель государства Зиридов, первый фактически независимый от халифата Фатимидов наследственный правитель Алжира и Ифрикии в 972—984 годах, сын фатимидского наместника Зири ибн Манада. Основатель города Алжир.

## Происхождение
Бологгин ибн Зири происходил из берберского племени санхаджи, доминировавшего в то время на территории Среднего Магриба. Отец Бологгина Зири ибн Манад приобрёл огромное влияние в Ифрикии благодаря помощи, которую он оказал фатимидскому халифу аль-Каиму Биамриллаху в борьбе против войск Абу Язида и кочевого берберского племени зената, господствовавшего западнее Тиарета. Халиф назначил Зири наместником Ифрикии и Алжира. Столицей амира Зири стала крепость Ашир, возведённая им на склонах Джебель-Лахдара.

## Политическая биография
После возведения Ашира Зири ибн Манад с позволения халифа поручил своему сыну Бологгину ибн Зири основать на месте древних поселений ещё три города — Алжир, Милиану и Медею, управление которыми было поручено Бологгину. Город Алжир был построен Бологгином на месте древнеримского города Икозиума. Кроме того, Бологгин активно участвовал в военных действиях своего отца против племени зената.
В 972 году халиф аль-Муизз Лидиниллах назначил Бологгина ибн Зири наместником Ифрикии с правом передавать свою должность по наследству. Столицей Бологгина стал город Кайруан. После последовавшего переноса столицы Фатимидов в Каир Бологгин стал фактически независимым правителем, лишь формально признавая над собой власть фатимидского халифа. При этом он посылал в Каир дань и дорогие подарки и был окружён фатимидскими чиновниками. Вскоре Бологгин распространил свою власть на весь Средний Магриб, силой усмирив различные племена берберов. Он вновь начал наступление на зената и, истребив многих из них, навсегда изгнал их на запад Магриба, где зената перешли под покровительство кордовских Омейядов. Взяв и разрушив Тиарет, Бологгин захватил Тлемсен и переселил всех его жителей в Ашир. В 978 году халиф аль-Азиз Биллах передал ему в управление Триполитанию (а именно города Триполи, Адждабия и Сирт), которая до этого составляла отдельную провинцию и управлялась собственным вали.
В 979 году Бологгин ибн Зири вновь начал наступление на зената, обосновавшихся на западе под покровительством Кордовского халифата, и к 980 году захватил Фес и всю территорию Марокко, кроме Сеуты. Однако после ухода войск Бологгина из Марокко зената на всей территории от Мулуи до Танжера признали власть кордовских Омейядов. Согласно Ибн Хальдуну, за свои военные достижения Бологгин получил от фатимидского халифа лакабы Абу аль-Футух («Отец побед») и Сейф ад-Даула («Клинок государства»). Он умер в 984 году, передав власть по наследству своему сыну.

## Семья
Известно о нескольких сыновьях Бологгина ибн Зири. Наследником государства Бологгина стал его сын аль-Мансур ибн Бологгин, который вскоре заявил о своей полной независимости от Фатимидского халифата. Другой его сын, Хаммад, стал основателем династии Хаммадидов, отделившись от государства Зиридов во время правления Бадиса ибн аль-Мансура. Ещё одного сына Бологгина звали Ибрахим. Четвёртый сын, по имени Итувефт, во время правления своего брата аль-Мансура был поставлен управлять Аширом, а также служил военачальником. Другой сын по имени Абдаллах также служил аль-Мансуру.